# 제임스 브랜던 루이스
제임스 브랜던 루이스(영어: James Brandon Lewis, 1983년 8월 18일~)는 미국의 재즈 작곡가이자 색소폰 연주자이다.

## 생애
루이스는 2006년 하워드 대학교를 졸업하고 가스펠 음악에 집중했다. 2012년 뉴욕으로 이사한 후 재즈로 관심 음악을 바꾸어 2014년 첫 음반 《Divine Travels》를 발매하였다. 이 음반에 이어 2022년 다운비트 평론가 선정 올해의 음반이었던 《Jesup Wagon》을 포함해 9장의 음반을 더 발매했다.

## 디스코그래피
- Divine Travels (2014)
- Days of the FreeMan (2015)
- Radiant Imprints (2018, with Chad Taylor)
- An Unruly Manifesto (2019)
- Live in Willisau (2020, with Chad Taylor)
- Molecular (2020)
- Jesup Wagon (2021, with Red Lily Quintet
- Eye of I (2023)
- For Mahalia, with Love (2023, with Red Lily Quintet)
- Transfiguration (2024)
- The Messthetics and James Brandon Lewis (2024, Impulse! Records, with The Messthetics)
- Apple Cores (2025)